# Nuoto ai Giochi olimpici intermedi - 400 metri stile libero
I 400 metri stile libero erano una delle quattro gare del programma di nuoto dei Giochi olimpici intermedi di Atene. Vi parteciparono tredici nuotatori, provenienti da sette nazioni.

## Finale
La gara consisteva in solo un turno, che si svolse il 27 aprile 1906. Dopo essere stata posticipata per il maltempo, i 400 metri stile libero vennero gareggiati il 27 aprile, di venerdì mattina. Questa gara fu una battaglia a tre, tra il sedicenne austriaco Otto Scheff, e due britannici, Henry Taylor e John Jarvis. Vicino alla fine della competizione, Scheff e Taylor staccarono Jarvis; Scheff vinse di due secondi. Fu l'evento più combattuto del nuoto delle Olimpiadi estive del 1906.
Charles Daniels si iscrisse alla gara ma non partecipò; infatti questa, in origine, si doveva tenere lo stesso giorno, o al massimo il giorno dopo, la staffetta 4x250m. Daniels, e il suo allenatore, Joseph Spencer, che doveva anch'egli partecipare ai 400m stile libero, preferirono saltare la gara del singolare, per conservarsi per la staffetta. Tuttavia, con lo slittamento della gara, questa decisione non era più necessaria; è probabile che Daniels reputasse molto difficile competere per la medaglia d'oro nei 400m a causa del livello degli avversari.

### Risultati
| Posizione | Atleta                   | Paese       | Tempo       |
| --------- | ------------------------ | ----------- | ----------- |
|           | Otto Scheff              | Austria     | 6'26"0      |
|           | Henry Taylor             | Regno Unito | 6'28"8      |
|           | John Jarvis              | Regno Unito | a due iarde |
| 4         | Alajos Bruckner          | Ungheria    | ---         |
| 5         | Paul Radmilovic          | Regno Unito | ---         |
| 6         | Cecil Healy              | Australia   | ---         |
| in gara   | Rob Derbyshire           | Regno Unito | ---         |
| in gara   | Zoltán Tóbiás            | Ungheria    | ---         |
| ritirato  | Vasilios Leontopoulos    | Grecia      | ---         |
| ritirato  | Konstantinos Kleinias    | Grecia      | ---         |
| ritirato  | Konstantinos Panteleskos | Grecia      | ---         |
| ritirato  | Hjalmar Saxtorph         | Danimarca   | ---         |
| ritirato  | Frank Bornamann          | Stati Uniti | ---         |